# Spielvereinigung Schaffhausen
La Spielvereinigung Schaffhausen è una società calcistica svizzera, con sede a Sciaffusa, capitale dell'omonimo cantone. Vanta una partecipazione alla Nationalliga B, stagione 1997-98 (alla quale partecipava anche l'altra squadra cittadina, l'FC Schaffhausen).
Attualmente milita nella Seconda Lega interregionale, campionato di quinta divisione.

## Cronistoria dell'SV Sciaffusa[2]
- 1922: Fusione tra Hohlenbaum e Sportclub; viene formata la Spielvereinigung Schaffhausen
- 1927: Prima promozione in Seconda Lega
- 1943: Fusione con FC Munot
- 1949: Fusione con FC Ceresio, neopromosso in Prima Lega. Il club è rinominato Spielvereinigung Ceresio. Stagione 1949/50 in Prima Lega
- 1951: Retrocessione in Seconda Lega
- 1953: Ritorno alla vecchia denominazione Spielvereinigung Schaffhausen
- 1971: Fondazione squadra femminile
- 1990: Promozione in Seconda Lega
- 1994: Promozione in Prima Lega
- 1997: Promozione in Nationalliga B
- 1998: Retrocessione in Prima Lega, dove milita tuttora